# يان مارسين
يان مارسين (7 سبتمبر 1985 بسلوفاكيا - ) هو لاعب كرة قدم سلوفاكي في مركز الدفاع. لعب مع Sisaket F.C. ‏ وFC Senec ‏ وMFK Zemplín Michalovce ‏ وPaknampho F.C. ‏ وOFK Dunajská Lužná ‏ وŠK Bernolákovo ‏ ونادي داك 1904 دونيسكا ستريدا وSyrianska IF Kerburan ‏.

## وصلات خارجية
- يان مارسين على موقع قاعدة بيانات كرة القدم.إي يو (الإنجليزية)
- يان مارسين على موقع Soccerway.com (الإنجليزية)